# Anthony Wong
Anthony Brandon Wong (* 12. Mai 1965 in Sydney) ist ein australischer Schauspieler.

## Leben
Die Filmlaufbahn Wongs begann 1988 in der Serie Home and Away. 1991 erhielt er seine erste Rolle in einem Film, er spielte in Doch dann kam sie mit. Wong spielte in den letzten beiden Teilen der Matrixtrilogie, Matrix Reloaded und Matrix Revolutions mit. Ein Jahr später, 2004, erhielt er eine Rolle in Der Flug des Phoenix, eine Neuauflage des gleichnamigen Films aus dem Jahr 1965. In jüngerer Zeit war Wong auch häufig in bekannten Fernsehserien anzutreffen, wie etwa 2008 in Navy CIS, 2010 in Glee und 2012 in Hawaii Five-0. 2011 war er als Jiang im Film Haywire und 2012 als Asian Elvis in Guns and Girls zu sehen.
Wong ist bekennend schwul.

## Filmografie (Auswahl)
- 1988;1998: Home and Away (Fernsehserie, 7 Folgen)
- 1989: Body Surfer (Fernsehserie)
- 1991: Doch dann kam sie (Till There Was You)
- 1991: Acropolis Now (Fernsehserie, eine Folge)
- 1992: Seeing Red
- 1996: Lilian’s Story
- 1997: Spellbinder – Im Land des Drachenkaisers (Spellbinder 2: Land of the Dragon Lord, Fernsehserie, 22 Folgen)
- 1998: Water Rats – Die Hafencops (Water Rats, Fernsehserie, eine Folge)
- 1998: Abenteuer Flipper (Flipper, Fernsehserie, eine Folge)
- 1999: The Reunion (Kurzfilm)
- 2001: Schiffbruch (Jumping Ship, Fernsehfilm)
- 2003: Matrix Reloaded (The Matrix Reloaded)
- 2003: Enter the Matrix (Videospiel)
- 2003: Matrix Revolutions (The Matrix Revolutions)
- 2004: Der Flug des Phoenix (Flight of the Phoenix)
- 2005: Little Fish
- 2005: Wu Ji – Die Reiter der Winde (Wújí)
- 2007: The Unit – Eine Frage der Ehre (The Unit, Fernsehserie, eine Folge)
- 2008: Mask of the Ninja (Fernsehfilm)
- 2008: Samurai Girl (Miniserie, 6 Folgen)
- 2008: Secrets of the Forbidden City (Fernsehdokumentation)
- 2008: Navy CIS (NCIS, Fernsehserie, eine Folge)
- 2008: Crooked Business
- 2010: The Booth at the End (Fernsehserie, eine Folge)
- 2010: Glee (Fernsehserie, eine Folge)
- 2011: Haywire
- 2012: Hemingway & Gellhorn (Fernsehfilm)
- 2012: Hawaii Five-0 (Fernsehserie, eine Folge)
- 2012: Guns and Girls (Guns, Girls and Gambling)